# Megalometopon occidentale
Megalometopon occidentale là một loài ruồi trong họ Asilidae. Megalometopon occidentale được Philippi miêu tả năm 1865.